# The Heroin Diaries Soundtrack
The Heroin Diaries Soundtrack a menudo llamado solamente The Heroin Diaries, es el álbum debut de la banda Sixx:A.M., un proyecto paralelo del bajista de Mötley Crüe Nikki Sixx. La banda también cuenta con el vocalista James Michael y el exguitarrista de Guns N' Roses DJ Ashba. El álbum fue lanzado el 21 de agosto de 2007, y relanzado una vez más como deluxe edition en el año 2008. El álbum conceptual sirve como soundtrack de compañía del libro autobiográfico de Sixx, The Heroin Diaries: A Year in the Life of a Shattered Rock Star, que es acerca de la adicción de Sixx en 1987. El primer sencillo «Life Is Beautiful» debutó en la posición #26 en las listas del Billboard. El segundo álbum de la banda titulado This Is Gonna Hurt fue lanzado en 2011.

## Concepto
Diseñado para ser un acompañamiento de la autobiografía The Heroin Diaries: A Year in the Life of a Shattered Rock Star del bajista Nikki Sixx de Mötley Crüe coescrito por Sixx y Gittens Ian, en el que se detalla su grave adicción a la heroína en 1987, The Heroin Diaries Soundtrack es un álbum conceptual que captura la historia básica de Sixx de su vida durante ese tiempo, aunque el álbum puede estar solo. La historia comienza con las razones de Sixx para comenzar su diario, seguido de su primera (aunque temporal) abstinencia de la heroína, su recaída y mental y física de decadencia, su sobredosis casi fatal y experiencia fuera del cuerpo, y finalmente, su recuperación emocional, lo que llevó finalmente a un largo plazo de sobriedad. Los 13 temas del álbum cada uno corresponde a un mes de su diario, que mantuvo a partir de diciembre de 1986 a diciembre de 1987. Debido a que se cuenta una historia, el álbum se entiende mejor al escuchar las pistas en su orden original.

## Lanzamiento
«Life Is Beautiful», el primer sencillo del álbum, fue posteado originalmente por Sixx en su página de MySpace; debutó en la posición #26 en el «Billboard Rock Singles Chart». Alcanzó la posición #2 en la lista Hot Mainstream Rock Tracks. El álbum fue lanzado el 21 de agosto de 2007. Ha vendido 344,000 hasta la fecha en Estados Unidos, desde su lanzamiento hasta mayo de 2011.

### Deluxe Edition
Una deluxe edition de The Heroin Diaries Soundtrack fue lanzada el 25 de noviembre de 2008, exclusivamente en venta a través de Best Buy. En la deluxe edition contiene el álbum original y un bonus EP en vivo, titulado Live Is Beautiful. El EP fue grabado de varias actuaciones del Crüe Fest realizado en el verano de 2008. El EP también se puede vender por separado, para quienes ya tienen el álbum original.

## Lista de canciones
```

```

Todas las letras escritas por James Michael, DJ Ashba and Nikki Sixx.
| N.º   | Título                  | Música                              | Duración |  |
| 1.    | «X-Mas in Hell»         | Nikki Sixx, DJ Ashba                | 2:10     |  |
| 2.    | «Van Nuys»              | James Michael                       | 3:52     |  |
| 3.    | «Life Is Beautiful»     | Ashba, Michael, Sixx                | 3:36     |  |
| 4.    | «Pray for Me»           | Ashba, Sixx, Michael                | 4:14     |  |
| 5.    | «Tomorrow»              | Sixx, Michael, Ashba, Scott Stevens | 4:05     |  |
| 6.    | «Accidents Can Happen»  | Sixx, Michael, Ashba                | 4:07     |  |
| 7.    | «Intermission»          | Sixx, Ashba                         | 2:20     |  |
| 8.    | «Dead Man's Ballet»     | Michael                             | 5:25     |  |
| 9.    | «Heart Failure»         | Sixx, Michael, Ashba                | 4:58     |  |
| 10.   | «Girl with Golden Eyes» | Sixx, Michael, Ashba                | 4:20     |  |
| 11.   | «Courtesy Call»         | Michael                             | 4:41     |  |
| 12.   | «Permission»            | Michael                             | 4:14     |  |
| 13.   | «Life After Death»      | Sixx, Ashba                         | 3:00     |  |
| 51:01 |                         |                                     |          |  |

## Recepción
The Heroin Diaries Soundtrack,  señalado por muchos por la exhibición de un sonido más emocional y una salida musical, que la otra banda de Sixx, Mötley Crüe, ha sido recibido muy positivamente. Jim Kaz de IGN alabó las letras emocionales del álbum, lo calificó como "realmente no es un álbum sino un libro de música, es casi imposible recomendar ninguna canción específica sobre los demás".

## Personal
- James Michael - Voz, guitarra rítmica, teclados, batería, programación
- Nikki Sixx - Bajo, coros
- DJ Ashba - Guitarra principal, coros